# Proselitisme
El proselitisme és l'intent o esforç actiu d'atraure una o diverses persones a una causa política, ideològica o religiosa.
El terme prové del llatí eclesiàstic prosélytus, que alhora ve del grec προσήλυτος /prosêlütos/, prosèlit, ‘nouvingut (a un país estranger)’, i per extensió ‘nouvingut (a una religió, a una ideologia, a un partit)’.